# Petit-Bersac
Petit-Bersac – miejscowość i gmina we Francji, w regionie Nowa Akwitania, w departamencie Dordogne.
Według danych na rok 1990 gminę zamieszkiwało 210 osób, a gęstość zaludnienia wynosiła 19 osób/km² (wśród 2290 gmin Akwitanii Petit-Bersac plasuje się na 967. miejscu pod względem liczby ludności, natomiast pod względem powierzchni na miejscu 995.).